# Passalora concors
Passalora concors (Casp.) U. Braun & Crous – gatunek grzybów z klasy Dothideomycetes. Grzyb mikroskopijny pasożytujący na roślinach z rodziny psiankowatych.

## Systematyka i nazewnictwo
Pozycja w klasyfikacji według Index Fungorum: Passalora, Mycosphaerellaceae, Capnodiales, Dothideomycetidae, Dothideomycetes, Pezizomycotina, Ascomycota, Fungi.
Po raz pierwszy opisał go w 1855 r. Johann Xaver Robert Casparini, nadając mu nazwę Fusisporium concors. Obecną nazwę nadali mu Uwe Braun i Pedro Willem Crous w 2003 r. Synonimy:
- Cercospora concors (Casp.) Sacc. 1886
- Fusisporium concors Casp. 1855
- Mycovellosiella concors (Casp.) Deighton 1974

## Morfologia
Zaliczany jest do grupy grzybów cerkosporoidalnych. Rozwija się jako endofit w tkankach roślin. U porażonych roślin powoduje powstawanie na liściach i łodygach różnej wielkości plam lub dużych, ciemnobrązowych, nieregularnych obszarów. Na dolnej stronie liści powstaje nalot składający się z konidioforów i konidiów wydostających się z liści. Nie tworzy podkładek, lub bardzo małe. Konidiofory 4–7 × 15–75 µm, bardzo blade, oliwkowe lub brunatne, rozgałęzione, z 0–2 przegrodami, lekko kolankowate, często nieregularnej szerokości i różnie zakrzywione lub wygięte, czubek tępo zaokrąglony, blizny po zarodnikach małe. Konidia 5–6 × 20–100 µm, cylindryczno-maczugowate, półszkliste do bardzo blado oliwkowych lub, proste do lekko zakrzywionych, zaokrąglone lub z krótką, odwrotnie stożkowatą podstawą i nieco tępym czubkiem.

## Występowanie i siedlisko
Znane jest występowanie Passalora concors w Ameryce Północnej, Środkowej, w Europie, Azji i Afryce. W Polsce podano występowanie tego gatunku na pomidorze Lycopersicum esculentum i ziemniaku Solanum tuberosum. Na ziemniaku wywołuje chorobę o nazwie chwościk ziemniaka.